# Ágner Lajos
Ágner Lajos, írói álnevein: Dolyáni Gyula, Kárpássy Alajos, Nippon Dzsin, R. E., Rimóczy Elek (Szécsény, 1878. február 16. – Budapest, 1949. április 30.) magyar irodalomtörténész, orientalista, pedagógiai író, középiskolai tanár.

## Élete és munkássága
Ágner Dániel cipész és Krausz Katalin fiaként született. Középiskolai tanulmányait a Losonci Magyar Királyi Állami Főgimnáziumban végezte (1889–1897). A Budapesti Tudományegyetemen szerzett bölcsészdoktori diplomát magyar irodalomból és nyelvészetből, majd tanári oklevelet magyar és latin filológiából (1901).
1901 és 1902 között a szintén szécsényi születésű Velics Antalnál kezd japánul és kínaiul tanulni. 1902–1903-ban az állami ösztöndíjjal a Berlini Egyetemen foglalkozott a japán és kínai nyelvekkel. Japán stúdiumait Rudolf Lange, a kínai stúdiumait pedig Alfred Forke vezetésével végezte.
1902-től négy éven keresztül a jászberényi főgimnázium tanára volt. Itt kötött barátságot kollégájával, Pintér Jenővel, akivel  1911-ben közösen részt vett a Magyar Irodalomtörténeti Társaság megalapításában. Jászberényben töltött évei alatt alapította meg a Jászkürt című helyi lapot.
1907-ben Budapestre helyezték át, ahol az Óbudai Árpád Gimnázium tanára volt egészen 1938-ig, a nyugdíjba vonulásáig. A gimnáziumi katedrát csak fél évre hagyta el: 1918 őszén az Országos Tanári Kongresszus kívánságára a vallás- és közoktatásügyi minisztériumba rendelték, ahol a középiskolai ügyosztály személyi ügyeit intézte. 1919 tavaszától pedig tanári szolgálatra beosztott igazgatóként tevékenykedett tovább az Árpád Gimnáziumban.
Pályájának fontos részét képezte tudományos munkássága. Pedagógiai munkássága mellett kiemelkedő az orientalisztikai, kínai és japán tárgyú publikációi, fordításai. Részt vett a Magyar Irodalom Történeti Társaság megalapításában, amelynek évtizedeken át választmányi tagja volt. Tagja volt a Révai nagy lexikona szerkesztőségi bizottságának is.
Házastársa Darázs Aranka Erzsébet (1882–1911) óvónő volt, Darázs Péter és Facskó Alojzia lánya, akit 1906. május 31-én Budapesten, a Ferencvárosban vett feleségül. Gyermekük Ágner László István (1910–1976).

## Tagságai
- Magyar Irodalomtörténeti Társaság
- Délmagyarországi Magyar Közművelődési Egyesület
- Magyar Paedagogiai Társaság
- Magyar Néprajzi Társaság
- Wa-Doku-Kai (japán-német) Társaság
- Orientalische Gesellschaft (München)[13]

## Könyvei, tanulmányai

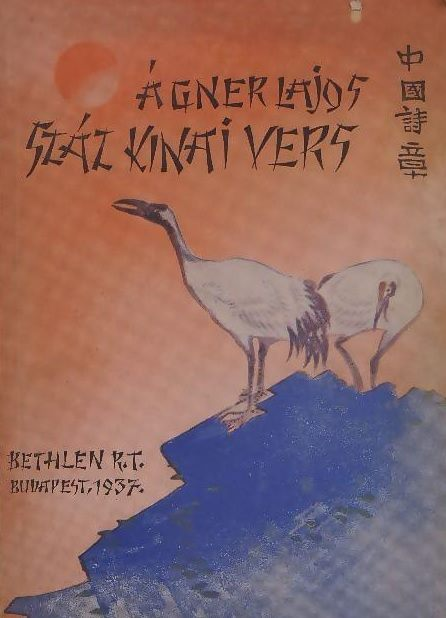
Ágner Lajos Száz kínai vers c. műfordításkötete (1937)

- Vachott Sándor élete és költészete (Budapest, 1901)
- Ferenczy Teréz emlékezete (Balassagyarmat, 1903)
- A japánság súlya és törekvése (Jászberény, 1905)
- Kölcsönös hatások a hazai nyelvek között (Budapest, 1905)
- Konfucius: Ta Hio (Nagy Tudomány; Jászberény, 1906)
- A kínai nevelés (Jászberény, 1907)
- A japáni szókincs európai elemei (Keleti Szemle, 1909. Vol. X. 153–155. o.)
- Kína és Japán kultúrviszonyainak kérdéséhez (Kultúra, Sopron, 1912)
- Az új Kína és a köznevelés kérdése (Magyar Pedagógia, 1915. vol. 15.: 361–364. o.)
- Japán művelődéspolitikai törekvései (Magyar Pedagógia, 1915)
- A kínai iskolák reformja (Magyar Pedagógia, 1913)
- Kínai diplomata javaslata a beteg Európa meggyógyítására (Nemzet, 1925)
- Száz kínai vers (műfordítások, Budapest, 1937)
- A legfőbb lényről és az erényről (Lao-ce: Tao te King, műfordítás, Budapest, 1943)